# 載寧龍二
載寧 龍二（日语：さいねい りゅうじ，1981年10月8日—）是日本的男性演員。出身於廣島縣東廣島市，身高182公分，血型O型。他於多年前在東廣島市立八本松中學校、近畿大學附屬東廣島高等學校及明治大學政治經濟學部畢業。現在他是Horipro旗下的男藝人。而在2002年，接拍電視劇系列《極道鮮師》，飾演仙石龍二；以及在2004年，接拍特攝超級戰隊系列的《特搜戰隊刑事連者》，飾演刑事紅（赤座伴番）。後改藝名為「さいねい 龍二」（與本名讀法相同）。

## 參與作品

### 電視劇
- 極道鮮師（2002年，日本電視台） - 飾演 仙石龍二
- 極道鮮師SPECIAL（2003年3月26日，日本電視台） - 飾演 仙石龍二
- 富豪刑事（2005年，朝日電視台） - 飾演 西島誠一
- はるか17（2005年，朝日電視台） - 飾演 森山
- Ns'あおい（2006年，富士電視台） - 飾演 パンチョ羽澤
- Ns'あおい スペシャル（2006年9月26日，富士電視台） - 飾演 パンチョ羽澤
- 富豪刑事デラックス（2006年，朝日放送・朝日電視台） - 飾演 西島誠一
- 土曜ワイド劇場30周年特別企画 法医学教室の事件ファイルXXⅢ（2006年10月8日，朝日電視台） - 飾演 成宮俊作
- 桜2号（2006年，朝日放送） - 飾演 朝見鐵矢
- 火曜ドラマゴールド 潜入刑事らんぼう2（2007年2月6日，日本電視台） - 飾演 三好亮太（源氏名：亮太）
- 月曜ゴールデン「和田アキ子殺人事件」（2007年2月12日，TBS） - 飾演 田代さやかのマネージャー
- 折翼的天使第4夜「商品」（2007年3月1日，富士電視台） - 飾演 澤田啓介
- 恋のから騒ぎドラマスペシャルⅣ「ナマイキな女」（2007年11月30日，日本電視台）
- 腐女子デカ（2008年，朝日電視台） - 飾演 麻宮翔太
- 新・科捜研の女SP「真夜中の大爆発！狙われた京都サミット!!SPがSPを射殺!? 」（2008年3月13日，朝日電視台）
- ドラマ8・七瀬ふたたび（2008年10月9日－，NHK） - 飾演 江藤刑事
- SPEC～警視廳公安部公安第五課 未詳事件特別對策係事件簿～ (2010年10月8日- 、TBS)  - 飾演 豬俁宗次
- 日本廣島之戀（2017年，東京都會台） - 飾演 加藤龍星

### 綜藝節目
- 虎之門（2004年，朝日電視台） - 91代目MC
- XX Pro（2005年4月－2006年3月，朝日電視台） - 飾演 藝能Production「×× Pro」社長
- ひろしま菜'S（2005年4月－，廣島HOME電視台）
- ひらめ筋GOLD（2005年10月－2006年3月，日本電視台） - SAMURAI Heroes
- 優香・中島知子のニューカレドニア プチセレ楽園リゾート紀行（2006年9月17日、朝日電視台）
- TV☆Lab（2007年，BS富士） - 都市傳說特搜部

### 電影
- 棒たおし!（2003年） - 飾演 鴨志田
- 特搜戰隊刑事連者 THE MOVIE Full Blast Action（2004年） - 飾演 DekaRed／赤座伴番
- カチコミ刑事 オンドリャー!大捜査線 心斎橋を封鎖せよ（2006年） - 飾演 真上正義
- 貓目小僧（2006年） - 飾演 關根雄次
- 網球王子（2006年5月13日公開） - 飾演 跡部景吾
- 山路飄移2.0（2006年7月1日公開） - 飾演 東雄一郎
- むずかしい恋（2008年）
- 劇場版 幪面超人Wizard in Magic Land - 飾演 近衞兵隊長 / 幪面超人Mage

### 特攝
- 特搜戰隊刑事連者（2004年－2005年，朝日電視台） - 飾演 刑事紅／赤座伴番
- 海賊戰隊豪快者（2011年 第5話，朝日電視台） - 飾演 赤座伴番
- 非公認戰隊秋葉原連者（2012年 第2話，朝日電視台） - 飾演 赤座伴番
- 宇宙戰隊九連者（2017年 第18話，朝日電視台） - 飾演 刑事紅／赤座伴番

### 動畫(配音)
- 三國演義 - 飾演 趙雲

### DVD
- 特搜戰隊DekaRanger VS AbaRanger（2005年，東映） - 飾演 DekaRed／赤座伴番
- 魔法戰隊MagiRanger VS DekaRanger（2006年，東映） - 飾演 DekaRed／赤座伴番
- 超忍者隊INAZUMA!（2006年，東映）- 飾演 倉田宮敬直
- 超忍者隊INAZUMA!!SPARK（2007年，東映）- 飾演 倉田宮敬直

### PV
- TWILIGHT（2003年，GOING UNDER GROUND）
- Triangle Life（2006年，オオゼキタク）

### 電台
- ハイパーナイト 〜Men's魂〜メンたま（2003年秋－2004年秋・CBC Radio）

### 舞台
- 山口百惠トレビュートミュージカル『プレイバックpart2〜屋上の天使』（2005年）- 飾演 ガブリエル（Tameo）
- クイックドロウ（2007年）- 飾演 Billy The Kid
- 最遊記歌劇伝 -Go to the West-（2008年） - 飾演 豬八戒
- 七武士（2008年） - 飾演 シチロージ
- 鐵人28號（2009年）
- 最遊記歌劇伝 -Dead or Alive- （2009年）- 飾演 豬八戒
- 最遊記歌劇伝 -Darkness-（2019年）- 飾演 豬八戒（期間限定復活）

### CM
- ORONAMIN C（2003年）
- 日清合味道杯麵（2004年）
- 牛角（2004年，只限特搜戰隊刑事連者播映時間）

## 關連項目
- 日本演員

| 前任： 西興一朗 （爆龍戰隊暴連者） | 日本超級戰隊系列紅色戰士演員 特搜戰隊刑事連者 2004年2月15日-2005年2月6日 | 繼任： 橋本淳 磯部勉 （魔法戰隊魔法連者） |